# UB-87号潜艇
陛下之UB-87号艇是德意志帝国海军于第一次世界大战期间建造的其中一艘UB-III型近岸潜艇或称U艇。它由不来梅的威悉船厂承建，于1917年11月10日新船下水，至同年12月27日交付使用。其全长55.85米，水面及水下排水量分别为516吨和647吨，艇载武器则包括五具500毫米鱼雷发射管以及一门88毫米口径甲板炮。UB-87号入役后曾先后被部署至北海战区的第五和第三区舰队，并参与了大西洋潜艇战。在五次巡逻期间，该艇合共击沉了三艘英国商船，容积总吨累计为18671吨。战后，根据对德停战协定的要求，该艇于1918年11月20日被引渡至英国哈维奇正式向协约国投降，后移交法国，至1921年在布雷斯特拆解报废。

## 设计
UB-87号是不来梅威悉船厂承建的UB-III型第二批次（UB-80至UB-87号）的末艇，由德意志帝国海军潜艇监察局于1916年9月23日订购、1917年2月23日动工，至同年11月10日下水。其全长55.85米，舷宽5.80米。艇体采用双壳体结构，水面及水下排水量分别为516吨和647吨，浮起时的吃水深度为3.72米。由于无需像UC-II型艇那样提供水雷布设装置，设计工程师对潜艇舷弧进行了优化，增大了司令塔体积，配备两具潜望镜，司令塔与控制室之间增加一道水密舱壁。这些改进显著提高了潜艇的水下机动性和生存力。为了达到更高的航速，UB-87号采用两台奔驰六缸四冲程530匹公制馬力（390千瓦特）柴油机用于水面运行，以及两台394匹公制馬力（290千瓦特）的布朗-博韦里电动发电机用于水下航行；水面最高航速13.4節（24.8每小時），水下7.5節（13.9每小時）；能够在水面以6節（11每小時）航速续航8,180海里（15,150），或以4節（7.4每小時）连续在水下航行50海里（93）而无需充电。
UB-87号的主武器为五具500毫米艇艏鱼雷发射管，其中艇艏四具采用层叠式布局分居两侧、艇艉一具，并可搭载合共10枚G6型鱼雷。辅助武器则是一门88毫米30倍径速射炮。其标准船员编制为3名军官加31名水兵。

## 服役历史
1917年12月27日，UB-87号在前UC-49号艇长、海军上尉卡尔·佩特里的指挥下正式入役，随即展开海试。完成海试后，该艇曾先后被编入北海战区的第五和第三潜艇区舰队，并参与了大西洋潜艇战。在五次巡逻期间，UB-87号合共击沉了三艘英国商船，容积总吨累计为18671吨。
UB-87号直至1918年9月3日才捕猎到首个受害者，当时它在爱尔兰的图斯卡礁东南约13海里（24）处击沉了注册吨位为3238吨的煤船海克利夫号（Highcliffe）。三天后，即9月6日，正从布雷斯特空载前往巴里的轮船米利号（Milly）也在廷塔哲角西南约2.25海里（4.17）处被佩特里击沉。9月9日，容积总吨达12469吨的客轮米萨纳比号（Missanabie）在爱尔兰的当特礁东南约52海里（96）处沉没，成为战争期间遭U艇击沉的最大型船舶之一，它当时正空载跟随OL34号护航船队从利物浦驶往纽约，事件共造成船上45名船员罹难。而两天前在锡利群岛西北约40海里（74）处遇袭的货轮珀尔希克号也有12045总吨重，尽管它在被UB-87号发射的鱼雷击中后船体受损严重，但仍可维持漂浮，并设法独力驶回港口搁滩，船上全员均幸免于难。
战后，根据对德停战协定的要求，该艇于1918年11月20日被引渡至英国哈维奇正式向协约国投降，后移交法国，至1921年在布雷斯特拆解报废。

## 袭击历史摘要
| 日期         | 船名       | 船籍 | 吨位  | 结局 |
| ------------ | ---------- | ---- | ----- | ---- |
| 1918年9月3日 | 海克利夫号 | 英国 | 3238  | 击沉 |
| 1918年9月6日 | 米利号     | 英国 | 2964  | 击沉 |
| 1918年9月7日 | 珀尔希克号 | 英国 | 12045 | 击伤 |
| 1918年9月9日 | 米萨纳比号 | 英国 | 12469 | 击沉 |

## 脚注
1. ↑  Rössler，第55頁.
2. 1 2  Helgason, Guðmundur. . German and Austrian U-boats of World War I - Kaiserliche Marine - Uboat.net.   [2009-02-13].
3. 1 2 3 4  Gröner 1991，第25-30頁.
4. 1 2  Helgason, Guðmundur. . German and Austrian U-boats of World War I - Kaiserliche Marine - Uboat.net.   [2015-02-08].
5. ↑  Helgason, Guðmundur. . German and Austrian U-boats of World War I - Kaiserliche Marine - Uboat.net.   [2015-02-08].
6. ↑  陈进，第239頁.
7. 1 2  Helgason, Guðmundur. . German and Austrian U-boats of World War I - Kaiserliche Marine - Uboat.net.   [2015-02-08].
8. ↑  Helgason, Guðmundur. . German and Austrian U-boats of World War I - Kaiserliche Marine - Uboat.net.   [2022-05-16].
9. ↑  Helgason, Guðmundur. . German and Austrian U-boats of World War I - Kaiserliche Marine - Uboat.net.   [2022-05-16].
10. ↑  Helgason, Guðmundur. . German and Austrian U-boats of World War I - Kaiserliche Marine - Uboat.net.   [2009-04-14].
11. ↑  Helgason, Guðmundur. . German and Austrian U-boats of World War I - Kaiserliche Marine - Uboat.net.   [2022-05-16].
12. ↑  . Encyclopedia Titanica. New York Times. 1918-09-12  [2018-08-24]. （原始内容存档于2020-10-25）.
13. ↑  Kerbrech，第78–87頁.